# Arrigo della Rocca
Arrigo della Rocca (1340 – giugno 1401) è stato un nobile italiano capo del partito filo-aragonese in Corsica nella seconda metà del XIV secolo.

## Biografia
Il padre Guglielmo, discendente di una delle cinque famiglie dei cinarchesi della Banda di Fuori, era legato con un'alleanza alla Repubblica di Genova. Come consuetudine il giovane Arrigo venne mandato dai genitori come ostaggio dai genovesi a Bonifacio, principale caposaldo genovese nel sud della Corsica. Con il passaggio di Guglielmo al partito filo-aragonese nel 1356, Arrigo della Rocca venne mandato a Genova. Il suo soggiorno genovese durò poco poiché nel 1357 egli era già rientrato in Corsica. Pur appartenendo ad un'antica famiglia nobile si era arruolato tra le file delle milizie popolari nella rivolta anti-feudale guidata da Sambucuccio d'Alando supportata dal doge genovese Simone Boccanegra. Con il passare degli anni però divenne nemico dei genovesi e per questa ragione fu costretto a fuggire a Barcellona, presso la corte di re Pietro IV d'Aragona.
Legatosi alla corona aragonese, la quale puntava ad annettere ai suoi domini anche la Corsica, Arrigo rientrò nella sua madre patria, dilaniata dalle lotte intestine tra le fazioni dei Caggionacci e dei Ristagnacci, nel 1373. Deciso a recuperare le terre della sua famiglia, dapprima egli riunì una serie di amici e parenti, dopodiché convocò un'assemblea nel territorio di Cauro, presso Aiaccio, dove propose ai nobili della Banda di Fuori, membri della fazione dei Caggionacci, di unirsi alla causa aragonese. Una volta ottenuto l'appoggio nobiliare, fece assassinare Francesco d'Evisa, capo delle milizie comunali della vecchia signoria di Ornano e principale antagonista del piano di Della Rocca.
Impostosi come capo del partito filo-aragonese còrso, nel 1375 riuscì a sconfiggere e a far fuggire il governatore genovese Andreolo Figone, dopodiché fece fallire la missione diplomatica, guidata da Araone da Struppa, mandata da Genova per tentare di riappacificare la Corsica. L'anno seguente, avendo posto sotto il suo controllo la maggior parte dell'isola, Arrigo della Rocca fece convocare un'assemblea di nobili a lui fedeli a Biguglia, si fece proclamare conte della Corsica ed inalberò la bandiera aragonese. Nonostante l'istituzione da parte di cinque nobili genovesi della maona di Corsica Della Rocca continuò a mantenere una posizione di controllo assoluto sull'isola. Dopo aver sconfitto gli Avogari di Capo Corso, alleati di Genova, strinse un'alleanza con altre importanti famiglie nobili còrse come i Leca, gli Istria, gli Ornano e gli Omessa. Poco dopo sconfisse in battaglia i maoni Giovanni de Magnerri e Leonello Lomellini. Il primo fu ucciso mentre il secondo fu liberato dietro il pagamento di un importante riscatto. L'avanzata delle milizie di Arrigo della Rocca, che aveva occupato stabilmente Biguglia, sede del governo genovese in Corsica, aveva costretto Leonello Lomellini a fondare un nuovo insediamento fortificato presso la marina di Cardo chiamato Bastia. Negli anni successivi i filo-aragonesi continuarono a tenere sotto scacco la Banda di Dentro, frustrando i tentativi genovesi di occupare Aleria, sconfiggendo i Cortinchi, alleati di Genova, e continuando ad espandersi sino a lasciare in mano genovese solamente le roccaforti di Bonifacio e Calvi.
Nel 1391, a causa della situazione difficoltà in si erano venute a trovare le truppe aragonesi in Sardegna, Arrigo della Rocca, in qualità di vassallo del re Giovanni I d'Aragona, si recò con le sue milizie e le sue navi in soccorso di Alghero assediata. Per i servizi resi, il 1º dicembre 1393, fu insignito dal sovrano aragonese del titolo di luogotenente in Corsica. Negli anni successivi, pur mantenendo un controllo quasi incontrastato sull'isola, fu impegnato in una serie di piccoli conflitti con i caporali, i capipopolo della Terra di Comune partigiani dei genovesi.
Nel febbraio 1397 Martino I d'Aragona, successore di Giovanni I, sbarcò vicino a Bonifacio ed incontrò ad Aiaccio Arrigo della Rocca ed i suoi più fidati luogotenenti, tra cui Vincentello d'Istria. Il sovrano aragonese fece quindi inviare truppe, cavalieri, provviste ed un governatore allo scopo di combattere i genovesi e limitare il loro sostegno ai loro alleati in Sardegna. Nell'estate 1397 Arrigo della Rocca sconfisse in una battaglia campale presso Furiani il nuovo governatore genovese Tommaso Panzano il quale fu costretto poi ad abbandonare precipitosamente l'isola.
Negli anni successivi continuò a lottare contro Genova ed il nuovo governatore mandato in Corsica, Raffaele de Montaldo. Questi riuscì a prendere saldamente il controllo della Banda di Dentro. Della Rocca morì improvvisamente nel giugno 1401, forse avvelenato dai genovesi.